# قارنة سكك حديد

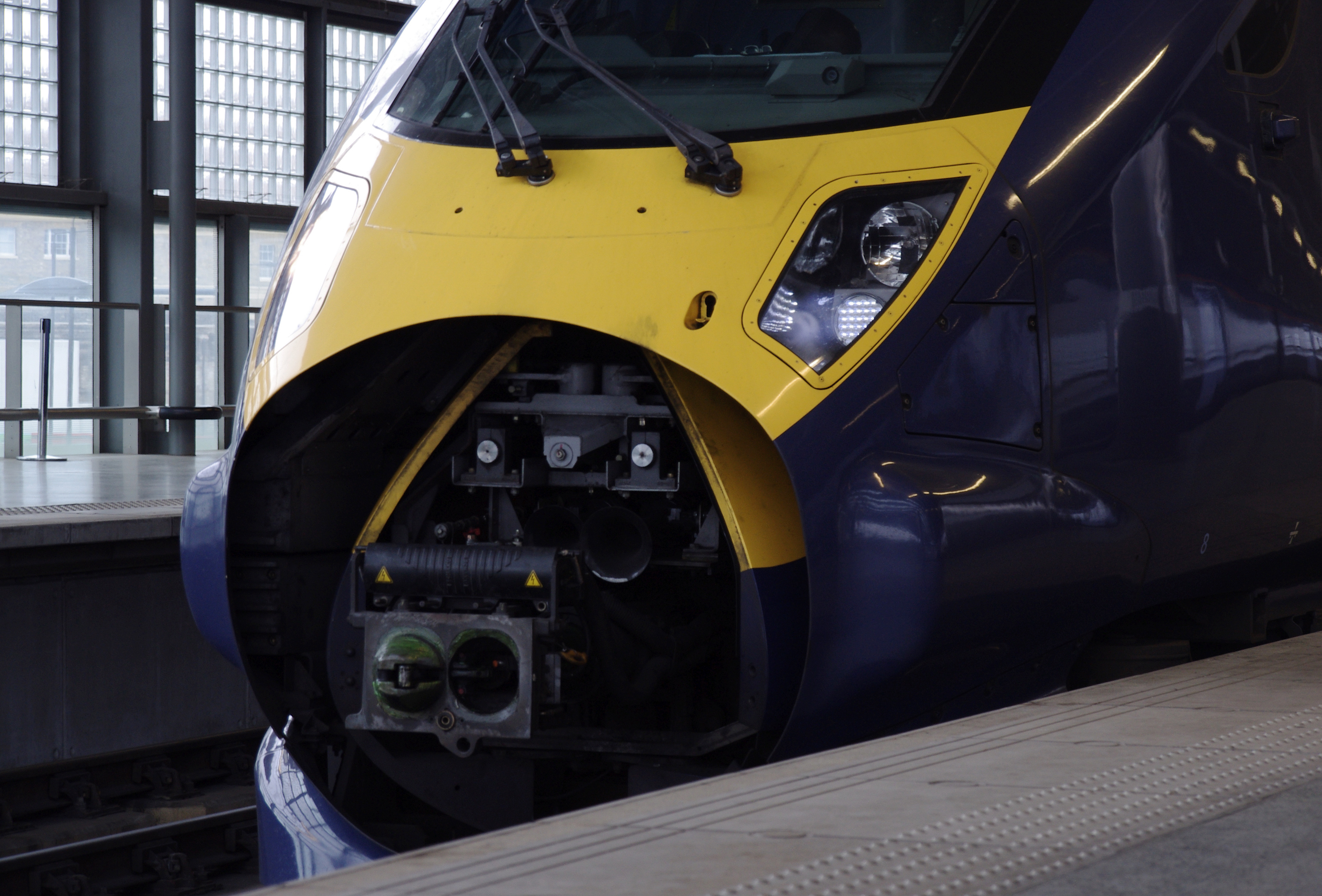

القارنة أو نظام اقتران السكك الحديد هي آلية توجد عادةً في طرفي مركبة سكك حديد، والتي تربطهم معًا لتشكل قطارًا. المعدات التي تربط القارنات بالمركبات تسمى بمعدات الجر، والتي يجب أن تمتص إجهادات القارنات وتسارع القطار.
على مدار تاريخ مركبات السكك الحديد، طورت مجموعة متنوعة من تصميمات القارنات وأنواعها في جميع أنحاء العالم. وتشمل الاعتبارات الرئيسية للتصميم المقاومة والموثوقية وسهولة وكفاءة الاستخدام وسلامة المشغل. تُوصَّل القارنات الذاتية التشغيل تلقائيًا عند دفع العربات معًا. لا توفر النسخ الحديثة اتصالًا ميكانيكيًا فحسب، بل يمكنها أيضًا توصيل خطوط الفرامل وخطوط المعطيات.

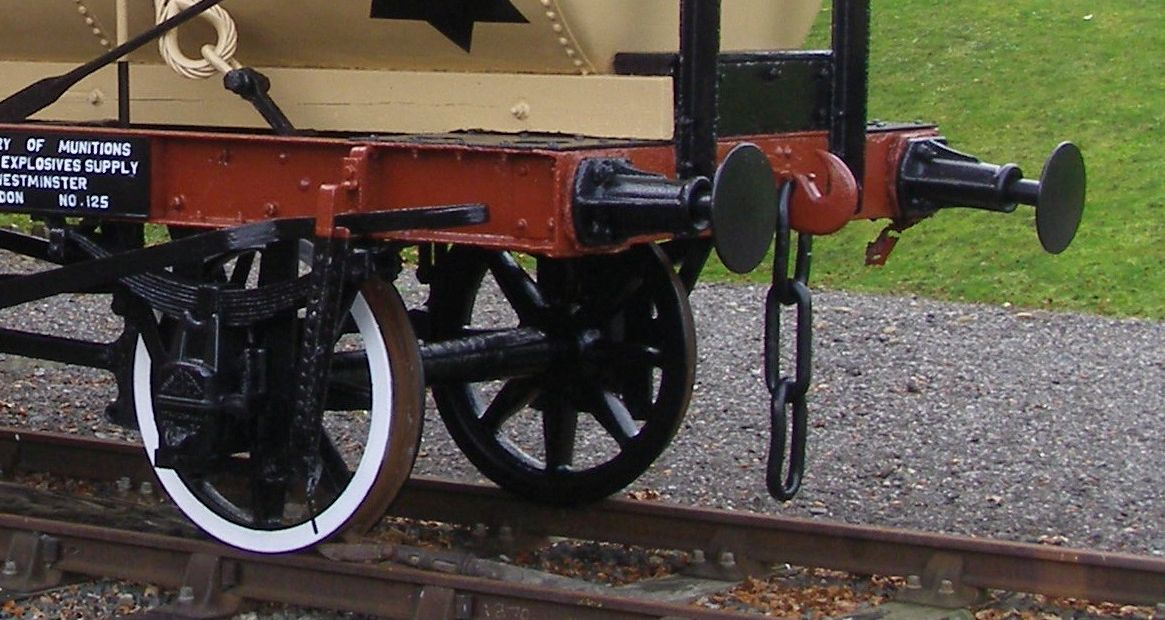
قارنة ثلاثية الوصلات على عربة صهريج قديمة
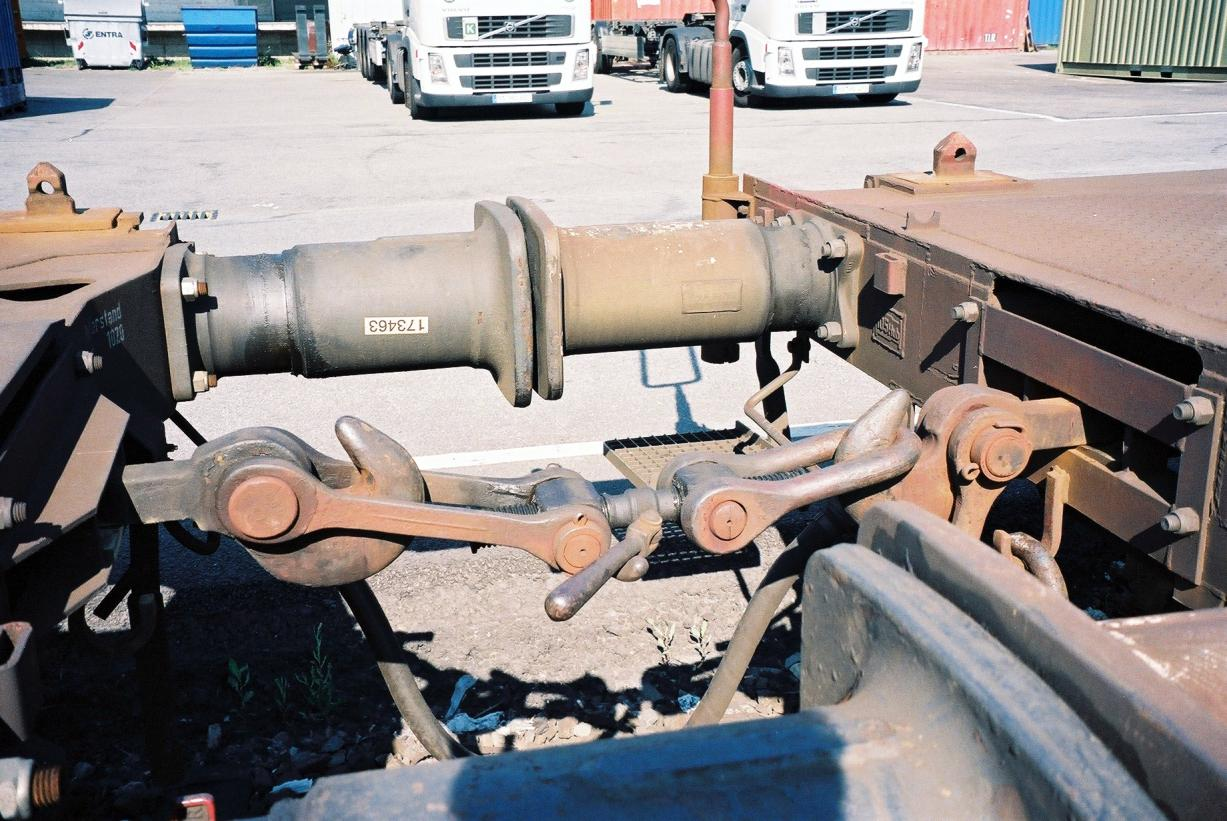
قارنة لولبية معيارية UIC.

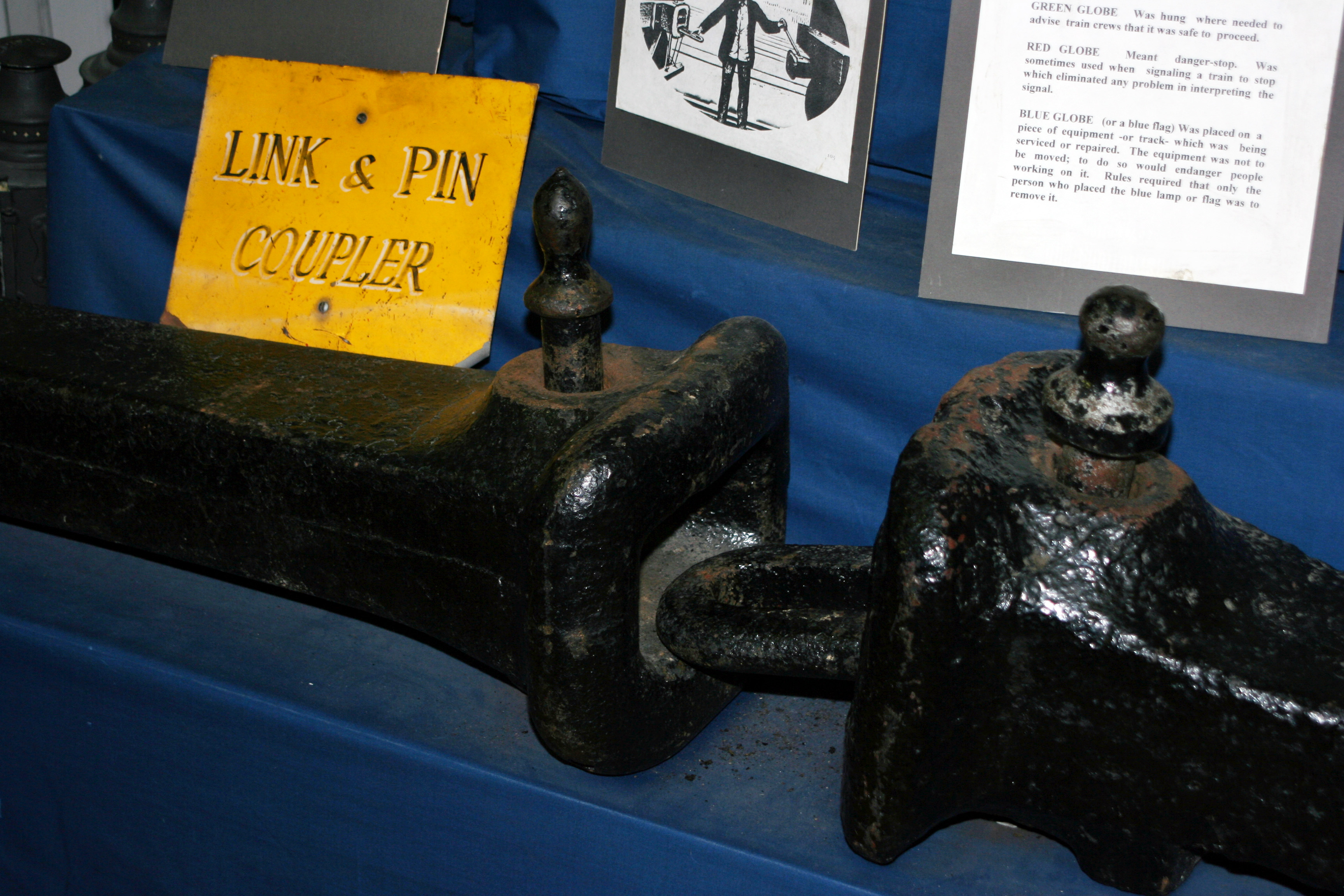

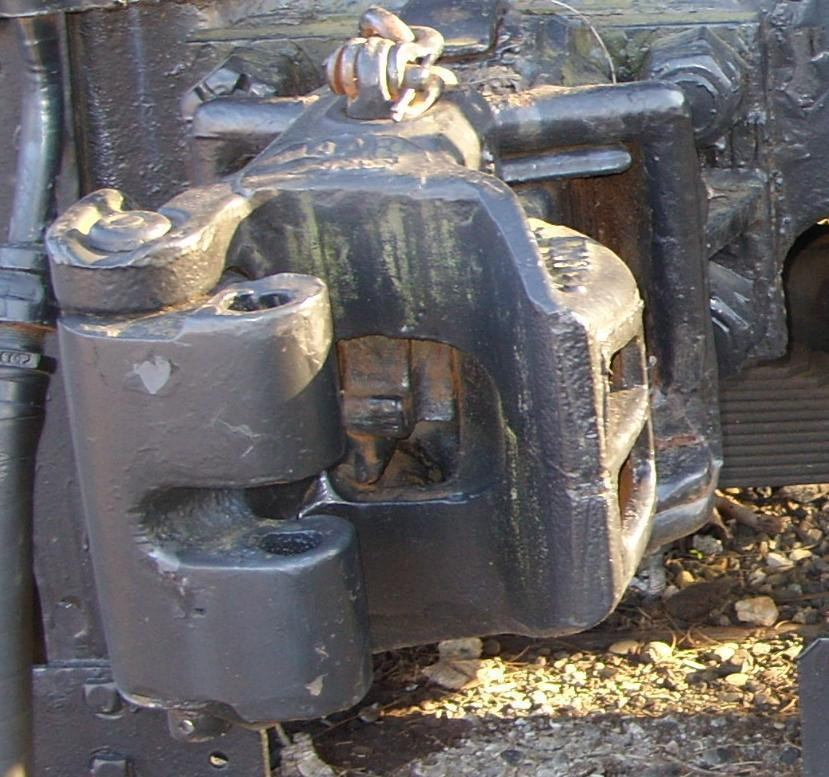

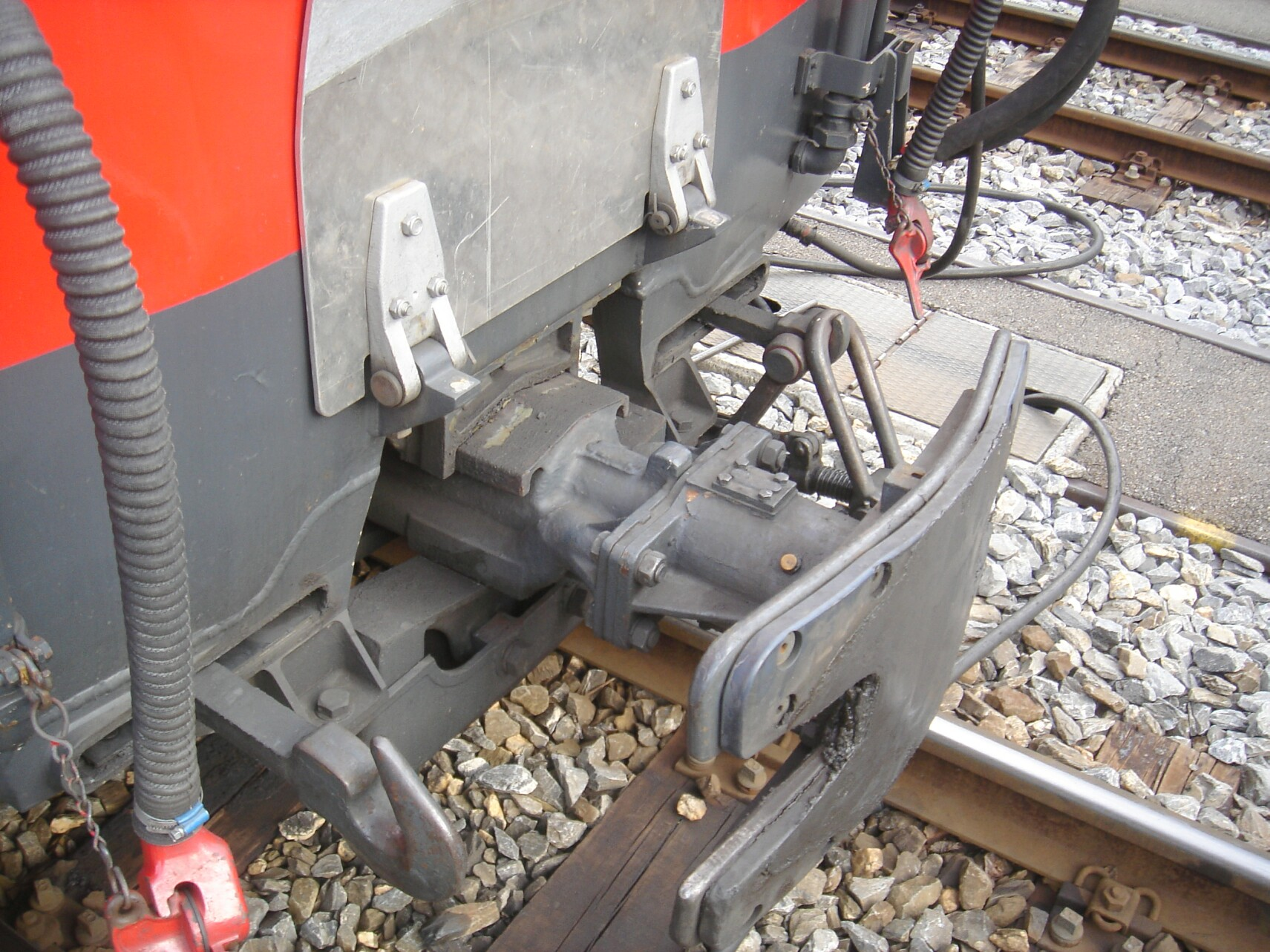

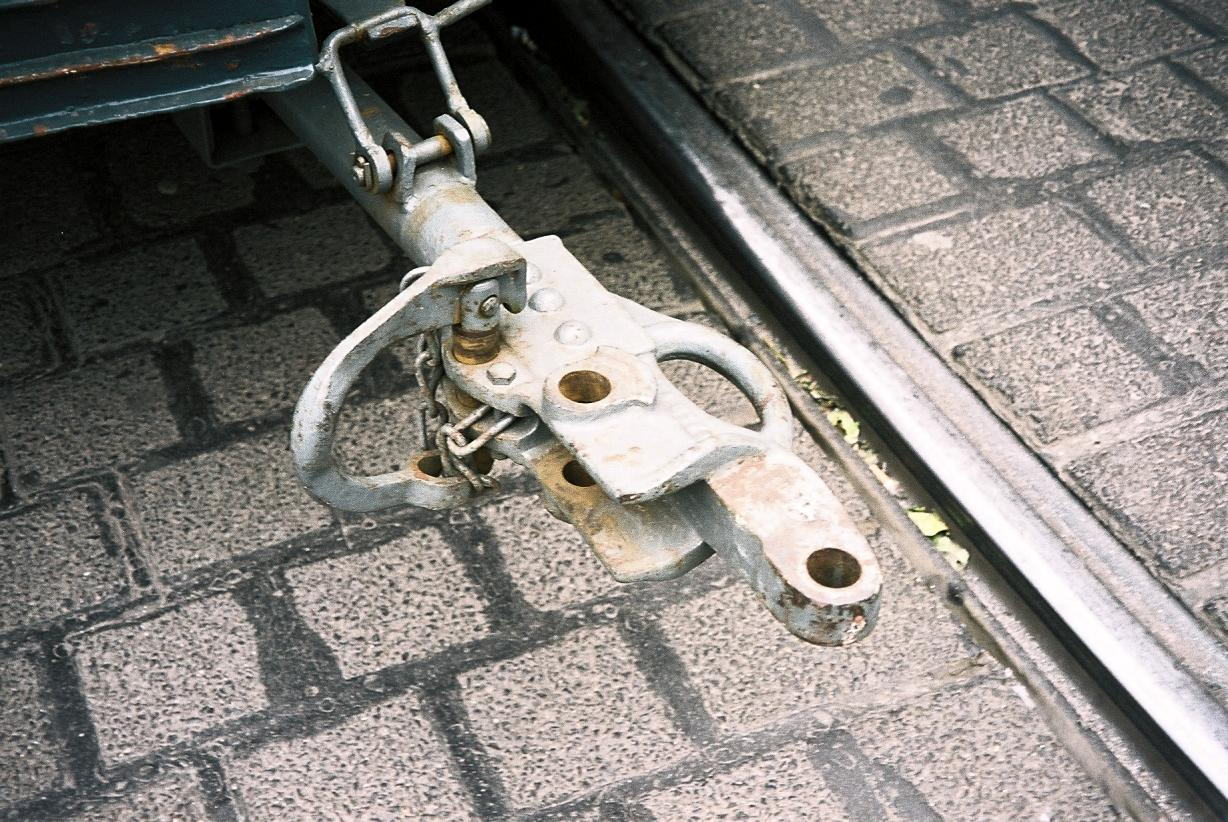